# Gefecht bei Plouharnel
Das Gefecht bei Plouharnel fand während der Chouannerie statt und war Teil der sogenannten Expedition nach Quiberon. Am 16. Juli 1795 landete die Armee der Emigranten auf der Halbinsel Quiberon und startete eine Offensive gegen die Linien der Republikaner bei Sainte-Barbe südwestlich von Plouharnel. Gleichzeitig landete eine Truppe von Chouans mit Hilfe der britischen Flotte bei Carnac.
Aber die angreifenden Royalisten waren sich nicht bewusst, dass die Marschkolonne der Chouans von Vincent de Tinténiac umgeleitet worden war und dass sie die Republikaner aus diesem Grunde nicht vertreiben konnten, wie es der Plan vorsah. Die ganze Offensive war ein völliger Fehlschlag, die royalistischen Emigranten stießen auf die mit mehreren Geschützen bestückten republikanischen Feldverschanzungen und wurden abgewehrt.

## Hintergründe
Nachdem die royalistischen Truppen im Gefecht bei Carnac geschlagen worden waren, zogen sie sich auf der Halbinsel Quiberon zurück. Am 9. Juli 1795 kam der Generalstab der Royalisten zu einem Kriegsrat zusammen. Georges Cadoudal schlug einen Plan vor, mit dem versucht werden sollte, mit Hilfe der britischen Marine hinter den republikanischen Linien an Land zu gehen, um sie im Rücken anzugreifen. Dieser Plan fand die Zustimmung von Tinténiac, Paul Alexandre du Bois-Berthelot und Jacques Le Prestre de Vauban und wurde vom Kriegsrat genehmigt. Am 10. Juli gingen zwei Abteilungen Chouans, eine 2000 Mann stark und kommandiert von Lantivy und Jean Jan, sowie eine zweite, 3500 Mann stark und kommandiert von Georges Cadoudal und Vincent de Tinténiac, in Port-Haliguen an Bord britischer Schiffe. Verstärkt wurden sie durch die 2. Kompanie des „Régiment du Loyal-Émigrant“. Die erste Abteilung ging östlich von Pouldu in Clohars-Carnoët und die zweite Abteilung östlich von Sarzeau an Land. Die Chouans, die in britischen Uniformen gekleidet waren, hatten den Auftrag, ein Maximum von Truppen an Land zu setzen und die republikanischen Linien einzunehmen, um am 16. Juli einen kombinierten Angriff mit der Armee der Emigranten zu starten.
Am 15. Juli erschien eine neue Flotte von britischen Transportschiffen unter dem Kommando von Francis Rawdon-Hastings in der Bucht von Quiberon, an Bord die zweite Division der Armee der Emigranten, kommandiert von Marquis Charles Eugène Gabriel de Virot de Sombreuil, sowie die Antwort der britischen Regierung auf Puisayes Brief vom 27. Juni. Dieser Brief, geschrieben von William Windham, beendete die Streitigkeiten zwischen d’Hervilly und Puisaye, in dem letzterer als Führer der Expedition bestätigt wurde. Um die Situation zu klären, gab die Regierung bekannt, dass Puisaye zum Rang eines Generalleutnants der britischen Armee befördert worden sei.
Sombreuil bat Puisaye, den Angriff für einen Tag zu verschieben, um ihm Zeit zu geben, seine Männer an Land zu setzen und sie zu bewaffnen, damit auch sie am Kampf teilnehmen könnten. Aber Puisaye weigerte sich, gemeinsam mit Tinténiac zu handeln. In der Nacht vom 15. Juli auf den 16. Juli landete Jacques Le Prestre de Vauban in Port-Orange mit 1500 bis 2000 Chouans, 200 englischen Soldaten und zwei Kanonen, transportiert auf den Schiffen von John Borlase Warren, in Carnac, um in den Dünen von Beaumer ein Ablenkungsmanöver zu starten. Mit Puisaye war ein Code vereinbart, wenn Vauban den Kampf beginnen würde, sollte er eine erste Rakete abfeuern, und wenn er zurückgeschlagen werden sollte, würde er eine zweite Rakete abfeuern.

## Das Gefecht
Am 16. Juli um 03:30 Uhr begann der Kampf, und die Truppe von Vauban feuerte die ersten Schüsse ab.
Im Fort de Penthièvre glaubte Puisaye, er habe im Lager der Republikaner Geschrei gehört, und vermutete einen Angriff auf die Truppe von Tinténiac. Er ordnete daraufhin einen Generalangriff an, woraufhin sich 2600 Emigranten und 1400 bis 1500 Chouans unter dem Kommando von Louis Charles d’Hervilly in Bewegung setzten.
Das „Régiment de Dresnay“ und 600 Chouans unter dem Kommando des Herzogs von Lévis besetzten die rechte Flanke, das „Régiment d’Hector“ stand rechts im Zentrum, die 1. Kompanie des „Régiment Loyal-Émigrant“ in der Mitte, wo es die Vorhut bildete, die Royal Artillerie mit 6 oder 8 Geschützen dahinter. Das „Régiment d’Hervilly“ besetzte das linke Zentrum. Auf der linken Flanke standen 1000 Aufständische unter dem Befehl des Chevalier de Saint-Pierre und 400 Chouans der Division d’Auray unter dem Kommando von Colonel Glain. Dieser Armee standen 18.000 republikanische Soldaten gegenüber, die von Général Louis Lemoine kommandiert wurden, der Lazare Hoche vertrat, der an diesem Tag nach Lorient marschiert war, um sich der Armée rouge der Chouans entgegenzustellen.
Doch die Angelegenheit begann für die Royalisten schlecht, Vauban wurde zurückgedrängt und musste wieder auf die Schiffe zurückkehren, er startete seine zweite Rakete, aber Puisaye bemerkte das nicht.
Im Norden der Halbinsel kamen die Emigranten in Kontakt mit der republikanischen Spitze unter dem Kommando von Jean Joseph Amable Humbert, der beim Anblick der gegnerischen Offensivkräfte nach kurzem Kampf schnell auf seine eigenen Linien zurückwich. Die Royalisten folgten in guter Ordnung und näherten sich den republikanischen Linien. Die Republikaner ließen die Royalisten herankommen und eröffneten dann mit ihrer ganzen Artillerie, vier Batterien von 12- und 8-Pfündern, das Feuer. Die Truppen in der Mitte, die von einer solchen Feuerkraft überrascht waren, kamen nicht weiter. Die Chouans auf der linken Flanke, wendiger und leichter als die Regimenter der Emigration, schafften es im Bajonettangriff, die Verschanzungen zu erreichen und in den Nahkampf überzugehen. Auf der linken Flanke griffen das „Régiment Royal-Marine“, das „Régiment d’Hector“ und die Chouans des Duc de Lévis zweimal die Schanzen an, wurden aber schließlich abgewehrt.

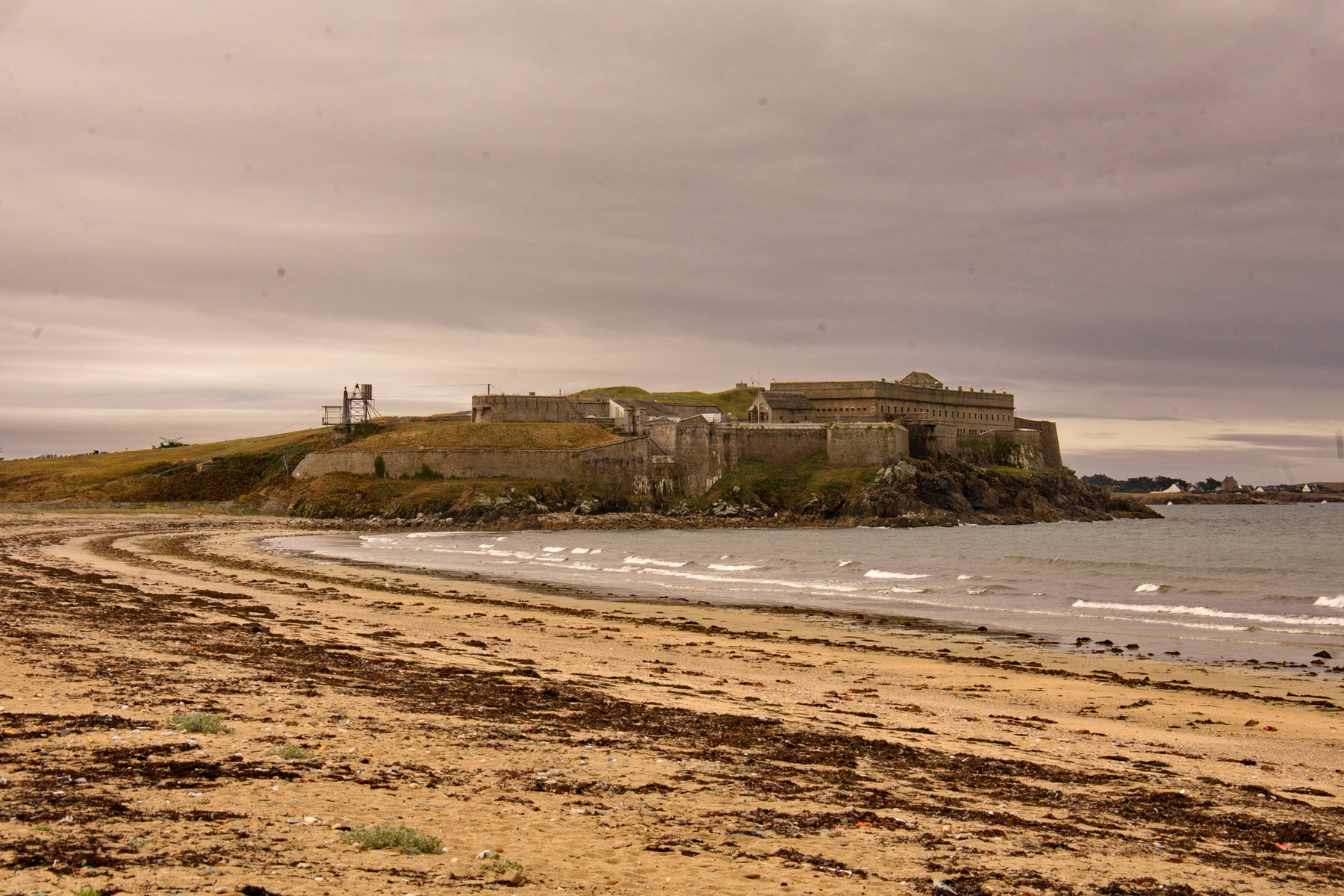
Fort de Penthièvre

In der Mitte organisierten sich die Emigranten während einer Kampfpause, um unter der Anfeuerung von Louis Charles d’Hervilly erneut zum Angriff überzugehen. Diszipliniert griffen sie trotz des massiven Abwehrfeuers in guter Ordnung an, als Louis Charles d’Hervilly, von einer Musketenkugel getroffen, zusammenbrach. Durch den Verlust ihres Führers gerieten die Angreifer ins Stocken und flohen schließlich. Die republikanische Kavallerie unter Adjutant-General Vernot-Dejeu, unterstützt von Infanterie, kam aus den Verschanzungen und begann ihre Verfolgung. Mehrere Verwundete wurden von den Infanteristen getötet.
Die Royalisten suchten Zuflucht in Fort Penthièvre, dicht gefolgt von den Republikanern. Ein Teil der Chouans von Jacques Le Prestre de Vauban kamen aus Carnac, dann griffen 300 englische Soldaten ein, um den Rückzug zu decken, während die Kanoniere von Fort Penthièvre und fünf britische Kanonenboote das Feuer auf die Republikaner eröffneten. Letztere, von dieser massiven Feuerkraft überrascht, zogen sich schnell zurück.

## Die Verluste
Laut Lazare Hoche wurden 300 Royalisten während der Schlacht getötet. Der Emigrant La Roche-Barnaud vom Régiment de Périgord, der nicht am Kampf teilnahm, geht sogar von 1500 getöteten Royalisten aus. Von den 125 Männern der 1. Kompanie des „Régiment Loyal-Émigrant“ überlebten nur 45, 53 der 80 Offiziere des „Régiment d’Hector“ wurden getötet oder verwundet, ebenso 26 Offiziere des „Régiment de Dresnay“. Louis Charles d’Hervilly starb am 14. November in London an seinen Wunden. Die republikanischen Verluste beliefen sich auf 23 Tote und 71 Verwundete, darunter Vernot-Dejeu. Die Chouans, die landeten, um die Republikaner im Rücken anzugreifen, waren nicht erschienen.